# Microdon carbonarius
Microdon carbonarius är en tvåvingeart som beskrevs av Enrico Adelelmo Brunetti 1923. Microdon carbonarius ingår i släktet myrblomflugor, och familjen blomflugor. Inga underarter finns listade i Catalogue of Life.